# محول الحالة الصلبة
محول الحالة الصلبة (بالإنجليزية: Solid-state transformer)‏، أو محول الطاقة الإلكتروني (Power electronic transformer)، هو محول تيار متردد إلى تيار متردد [الإنجليزية] الذي يُعد نوعًا من محولات الطاقة الكهربائية التي تحل محل المحول التقليدي المستخدم في توزيع الطاقة الكهربائية بالتيار المتردد. إنه أكثر تعقيدًا من المحولات التقليدية التي تعمل بتردد التيار الكهربائي [الإنجليزية]، ولكنها يمكن أن تكون أصغر وأكثر كفاءة من المحولات التقليدية لأنها تعمل بتردد عالٍ. الأنواع الرئيسية هي محول تيار متردد إلى تيار متردد "حقيقي" (بدون مراحل تيار مستمر"DC stages") ومحول تيار متردد إلى تيار مستمر والعكس صحيح، (حيث يقوم المقوم النشط بتزويد الطاقة لمحول تيار مستمر إلى تيار مستمر، الذي يزود الطاقة للعاكس الكهربائي عاكس). عادةً ما يحتوي محول الحالة الصلبة على محول، داخل محول التيار المتردد إلى التيار المتردد أو محول التيار المستمر إلى التيار المستمر، والذي يوفرعزلًا كهربائيًا ويحمل الطاقة الكاملة. هذا المحول صغير بسبب وجود مراحل عكس صغيرة (smaller DC-DC inverting stages) بين ملفات المحولات، مما يعني ان ملفات المحولات الصغيرة هي اللازمة والمطلوبة لرفع أو خفض الفولتية. يمكن لمحول الحالة الصلبة تنظيم الجهد بشكل فعال. كما ويمكن للبعض تحويل الطاقة أحادية الطور إلى طاقة ثلاثية الاطوار والعكس صحيح. يمكن للمتغيرات (Variations) في المحول إدخال أو إخراج طاقة التيار المستمر لتقليل عدد التحويلات وزيادة الكفاءة الشاملة. يتكون محول الحالة الصلبة المعياري من عدة محولات عالية التردد  التي تشبه محول متعدد المستويات [الإنجليزية]. ومن ناحية آخرى فهو دائرة إلكترونية معقدة يجب أن تكون مصممة لتحمل الصواعق والارتفاعات المفاجئة الأخرى. ان محولات الحالة الصلبة هي تقنية ناشئة.